# Република Горна Волта
Република Горна Волта (на френски: République de Haute-Volta) е френска колония и независима държава в Африка, преименувана на Буркина Фасо на 4 август 1984 г.
Името показва, че държавата се намира в горната част на река Волта. Тази река се разделя на 3 части, наречени Черна Волта, Бяла Волта и Червена Волта. Цветовете на националния флаг на страната съответстват на тези 3 части.
На 4 август 1984 година страната е преименувана на Буркина Фасо от Томас Санкара.